# Новая Шестерня
Новая Шестерня (укр. Нова Шестірня, до 2016 г. — Петровское) — село в Кочубеевской сельской общине Бериславского района Херсонской области Украины.
Почтовый индекс — 74013. Телефонный код — 5535.

## Население
Население по переписи 2001 года составляло 147 человек.

### Языковой состав
Родной язык населения по данным переписи 2001 года:
| Язык        | Численность, чел. | Доля     |
| ----------- | ----------------- | -------- |
| Украинский  | 127               | 86,39 %  |
| Русский     | 12                | 8,16 %   |
| Белорусский | 2                 | 1,36 %   |
| Другое      | 6                 | 4,09 %   |
| Итого       | 147               | 100,00 % |